# Hewlett-Packard
Pour les articles homonymes, voir HP Inc. et Hewlett Packard Enterprise.
Ne doit pas être confondu avec HP.
Hewlett-Packard Company, officiellement abrégée en HP, était une entreprise multinationale américaine initialement d’électronique et d'instrumentation qui évolua au cours du temps vers l'informatique, les imprimantes, les serveurs et réseaux, le logiciel et le multimédia.
Ses principaux produits étaient les imprimantes et périphériques, les ordinateurs de toutes tailles (de poche, portables, de bureau ainsi que les serveurs) et les services aux entreprises. La société avait son siège à Palo Alto dans la Silicon Valley, en Californie.
En 2008, son chiffre d'affaires annuel était de 118 milliards USD. HP était alors le premier constructeur d'ordinateurs au monde, devant Acer, Lenovo, Dell et Asus. HP produisait également environ la moitié des imprimantes du monde, ce qui représentait approximativement le quart de son chiffre d'affaires.
Le 1er novembre 2015, HP se divise en deux entités distinctes :
- HP Inc. pour les ordinateurs personnels (PC), les imprimantes et les solutions grand public.
- Hewlett Packard Enterprise pour les superordinateurs, les serveurs, logiciels et services aux entreprises.

## Histoire

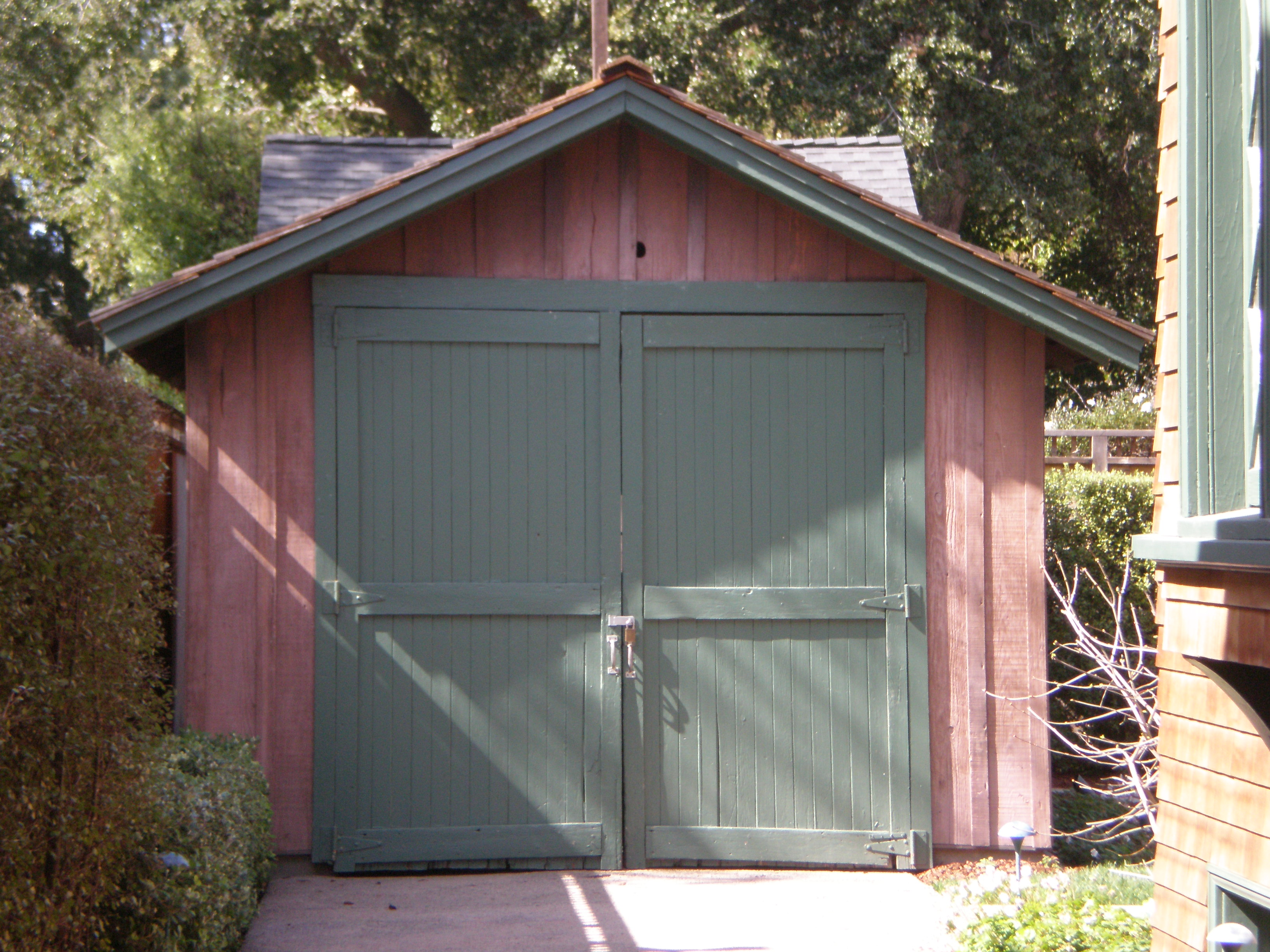
Le garage Hewlett-Packard à Palo Alto.

Le 1er janvier 1939, la société Hewlett-Packard est fondée, à Palo Alto, par deux amis, ingénieurs en électronique à l'université Stanford promotion 1934, William Hewlett et David Packard. Leur entreprise est créée dans un garage à quelques kilomètres de San Francisco, en Californie, dans ce qui ne s'appelle pas encore la Silicon Valley, avec 538 dollars. Bill et Dave ont déterminé à pile ou face si leur société allait s’appeler Hewlett-Packard ou Packard-Hewlett et Bill a gagné.

### Instruments des années 1940
Hewlett-Packard conçoit, fabrique et commercialise des instruments d'essai et de mesure avec pour premier produit un oscillateur basses fréquences de précision, le modèle 200A, innovant par l'utilisation d'une ampoule électrique comme résistance stabilisée en température dans le circuit, ce qui leur permet de simplifier l'utilisation de l'appareil et de baisser le coût de vente à 54,40 dollars au lieu de 200 dollars pour des versions moins stables. Leur premier client, les studios Walt Disney Pictures, leur achètent alors huit oscillateurs basse fréquence modèle 200B, à 71,50 dollars chacun, pour synchroniser les effets sonores de leur film Fantasia et développer le système Fantasound, précurseur du Dolby Surround.
En fin d'année 1939, l'entreprise met sur le marché une demi-douzaine de nouveaux produits d'électronique de mesure, dont un analyseur d'ondes qui rencontre un gros succès commercial, donnant ainsi à Hewlett-Packard une réputation de sérieux, de qualité et de fiabilité.

### Années 1940 à 1970: de l'instrumentation à l'informatique

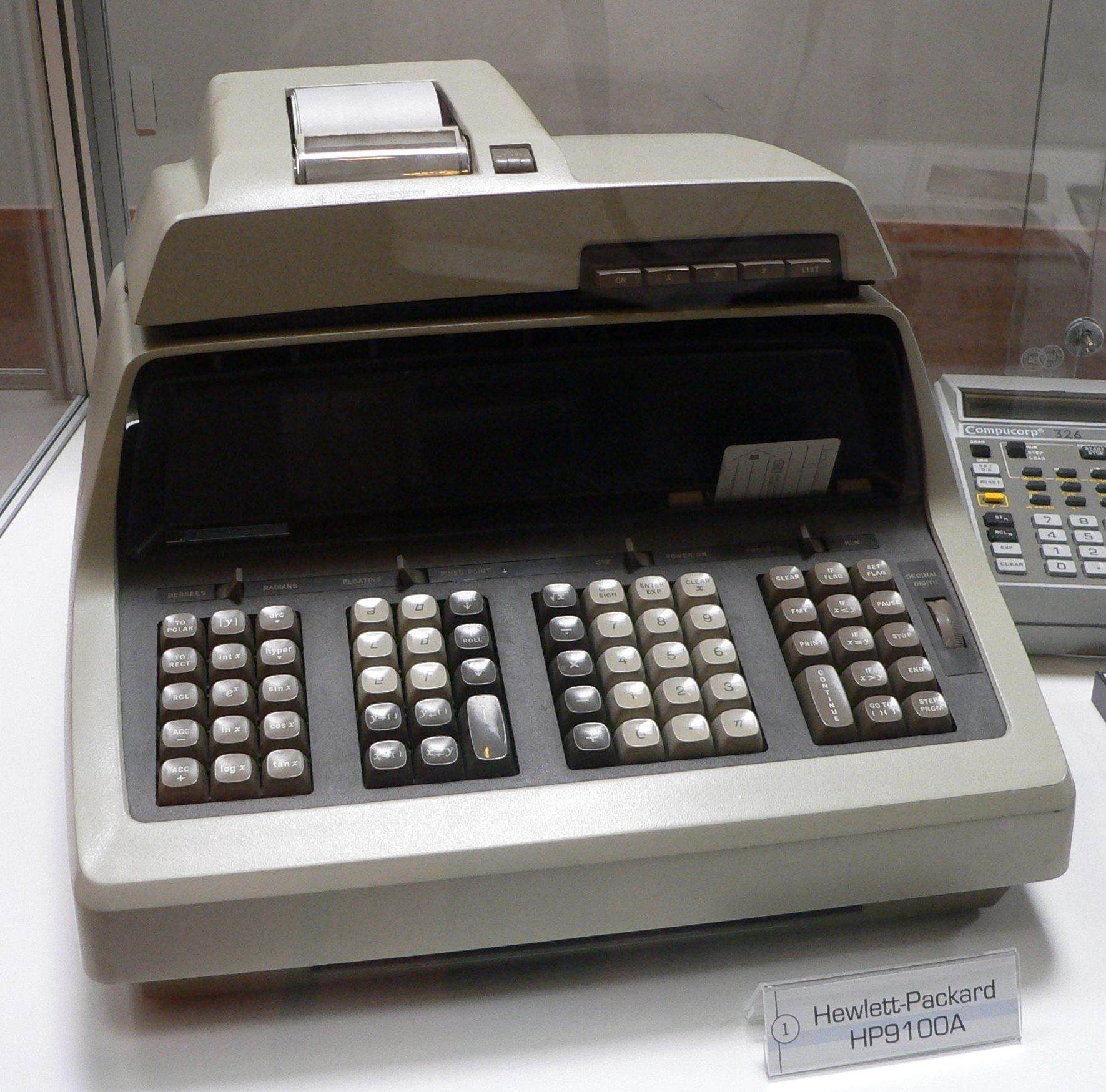
Hewlett-Packard 9100A ordinateur personnel.

Des années 1940 à 1960, HP est focalisé sur les instruments de mesures, mais progressivement, HP se rend compte que l'acquisition des données est indispensable lorsque l'on possède de nombreux appareils de mesures. Du fait de la technologie disponible à l'époque, tous les appareils sont développés au moyen de composants discrets et des premiers circuits intégrés spécialisés. HP développe ses premiers mini-ordinateurs et des ordinateurs personnels destinés a l'acquisition des mesures et au traitement de données. Ce développement se fera dans deux directions :
- en 1966, HP produit son premier mini ordinateur, le HP-2116[7] a une structure 16 bits afin de servir de concentrateur, pour ses appareils de mesures, et de calculateur scientifique. Il est suivi par le « HP-2115 » en 1967[8] et le « HP-2114 » en 1968[9] ;
- en 1968, de grosses calculatrices programmables HP-9100[10] servent pour la centralisation et le traitement des données, suivies par une série du même type les 98xx[11].
- dans le domaine de la mesure, HP commercialise en 1964 la première horloge atomique commerciale au Césium133, utilisant des semi conducteurs. Conçue par Leonard Cutler, elle pèse 30 kg, au format rack standard. Sa précision relative est de 10e-11.

### Informatique, périphériques et services des années 1970

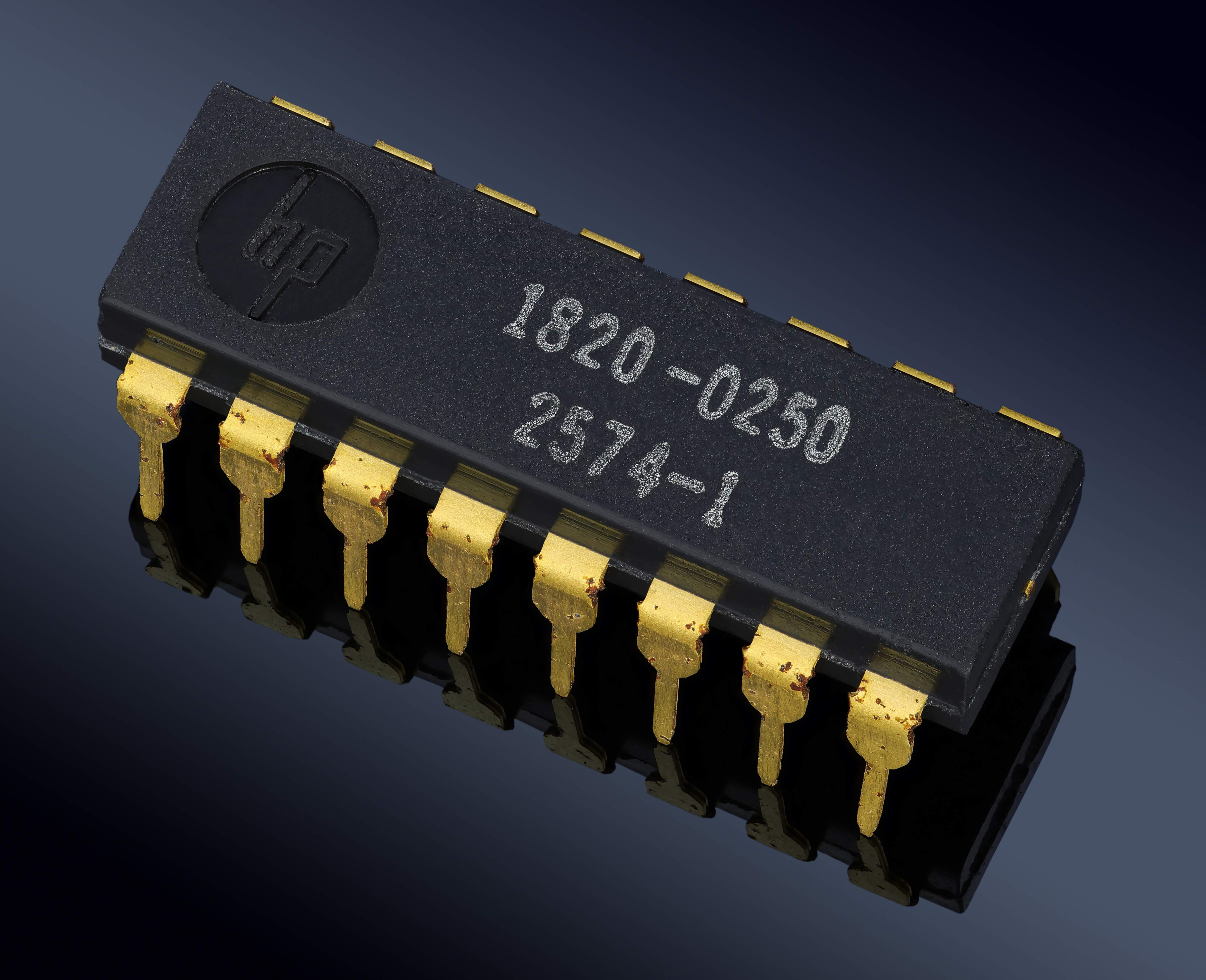
Circuit intégré HP 1820-0250 développé par Hewlett-Packard en 1974. Photo de 2023.

Dans les années 1970 HP développe différentes gammes d’ordinateurs aussi bien technique que de gestion, des ordinateurs personnels essentiellement technique et d’acquisition de mesures, mais aussi les premières calculettes scientifiques « de poche ».

#### Ordinateurs de bureau
À partir de 1971, HP développe la gamme des stations de travail HP-98xx, ainsi que certains périphériques qui sont, initialement, l'interface entre les appareils de mesure et les utilisateurs, mais qui évoluent ensuite vers l'acquisition de données et vers des ordinateurs « techniques » (calcul scientifique, type Série de Fourier).

#### Ordinateurs
À partir de 1971, HP développe :
- le HP 2100 (en) en 1971
- la gamme HP3000[14], un « mini-ordinateur » destiné à l'informatique de gestion « temps réel », « multi-tâches », « multi-utilisateurs » alors que la plupart des autres constructeurs faisaient alors uniquement de l'informatique en « temps différé » et en « traitement par lots » (batch processing). Son système d'exploitation est un logiciel propriétaire le MPE (en)[15] ; Sa caractéristique principale est d'héberger un SGBD hiérarchique simple appelé IMAGE (en).
- la série HP-1000 : mini-ordinateur technique et scientifique[16]. Son système d'exploitation est un logiciel propriétaire temps réel : le RTE (en).

Au cours des années 1970, la société commercialise des tables traçantes.
- En 1978, HP sort un mini-ordinateur de gestion, le HP-300[17], qui ne trouvera pas de marché[N 1] et dont la fabrication sera arrêtée assez rapidement.

#### Calculatrices
En 1972, Hewlett-Packard invente la calculatrice scientifique de poche avec son premier modèle, la HP-35 scientifique utilisant la notation polonaise inverse.
Dans les années 1975 à 1985, Hewlett-Packard commercialise des calculatrices scientifiques, financières et programmables qui définissent les standards : la HP-65, sa première programmable avec mémoire de masse, la HP-70 destinée aux applications financières et bancaires, la HP-41C première calculatrice avec un affichage alphanumérique en 1979. Après un creux dans les années 1980, Hewlett-Packard revient sur le devant de la scène des calculatrices en 1990 avec la série HP-48 qui révolutionne le domaine avec un affichage graphique et une programmation orientée objet. La HP-12C, calculatrice financière programmable de format poche née en 1981 et toujours commercialisée, presque à l'identique, en 2017, est l'un des produits informatiques qui possèdent la plus longue longévité au monde avec plus de trente ans de carrière[réf. souhaitée].

#### Mini-ordinateurs
En 1972, Hewlett-Packard commercialise les mini-ordinateurs 21XX et en 1976, le HP 3000, un mini-ordinateur capable de gérer des milliers d'utilisateurs en multitâche temps réel sous MPE, un système d'exploitation propriétaire, vendu à plusieurs dizaines de milliers d'exemplaires dans le monde.

#### Micro ordinateur

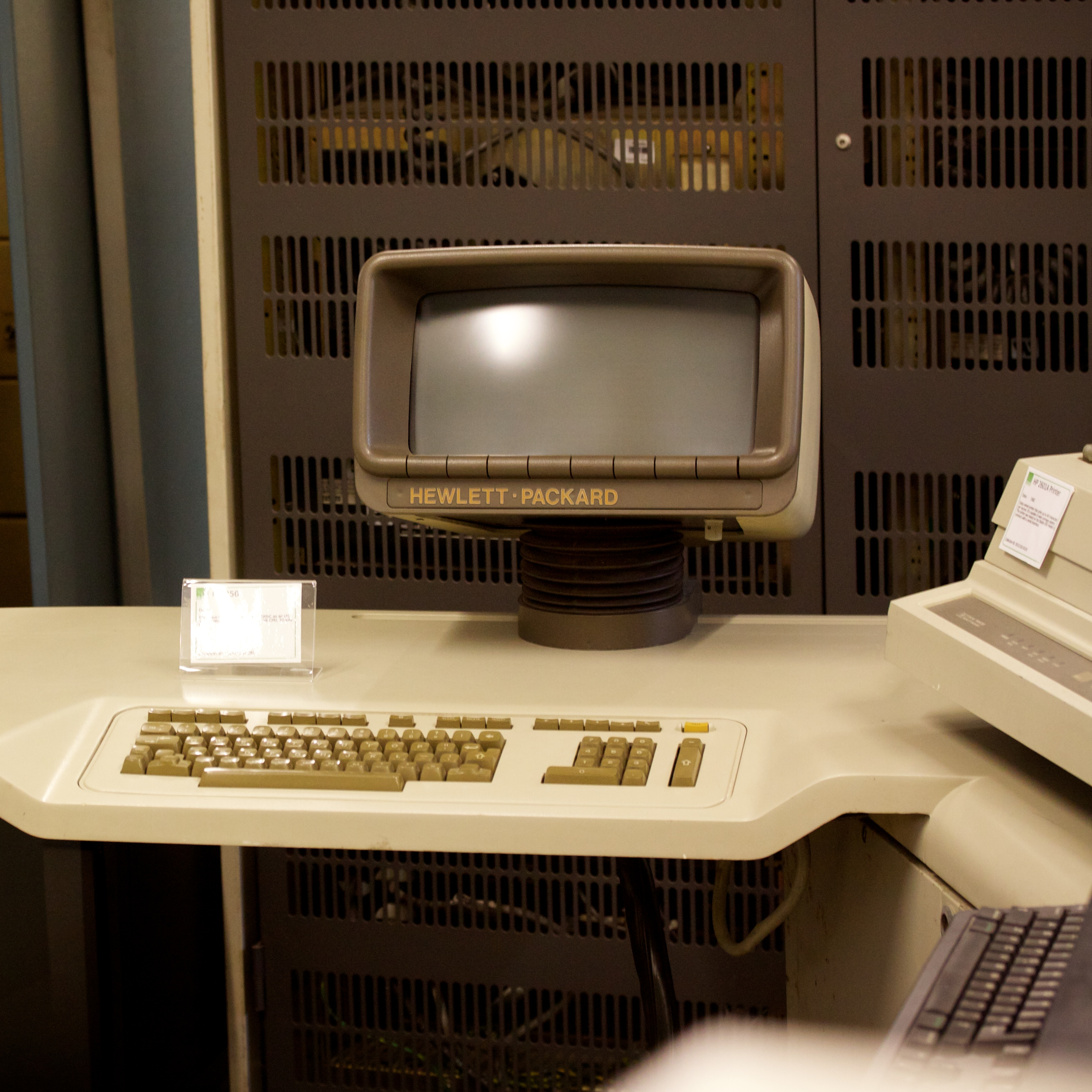
HP-250.

En 1978, HP développe un micro-ordinateur de gestion, le HP-250 en utilisant les mêmes micro-processeurs que ceux utilisés sur les ordinateurs de bureau de la gamme HP-98XX.

#### Imprimantes
En 1978, pour faciliter la mise au point de ces matériels et permettre leur évolutivité, le langage graphique HP-GL est créé. C'est le premier langage d'imprimante codé par un fichier formaté.
En 1978, après quarante ans de carrière, William Hewlett et David Packard prennent leur retraite et passent le relais à John A. Young en conservant des fonctions honorifiques dans le groupe.

### Micro-informatique et périphériques des années 1980 à 1990

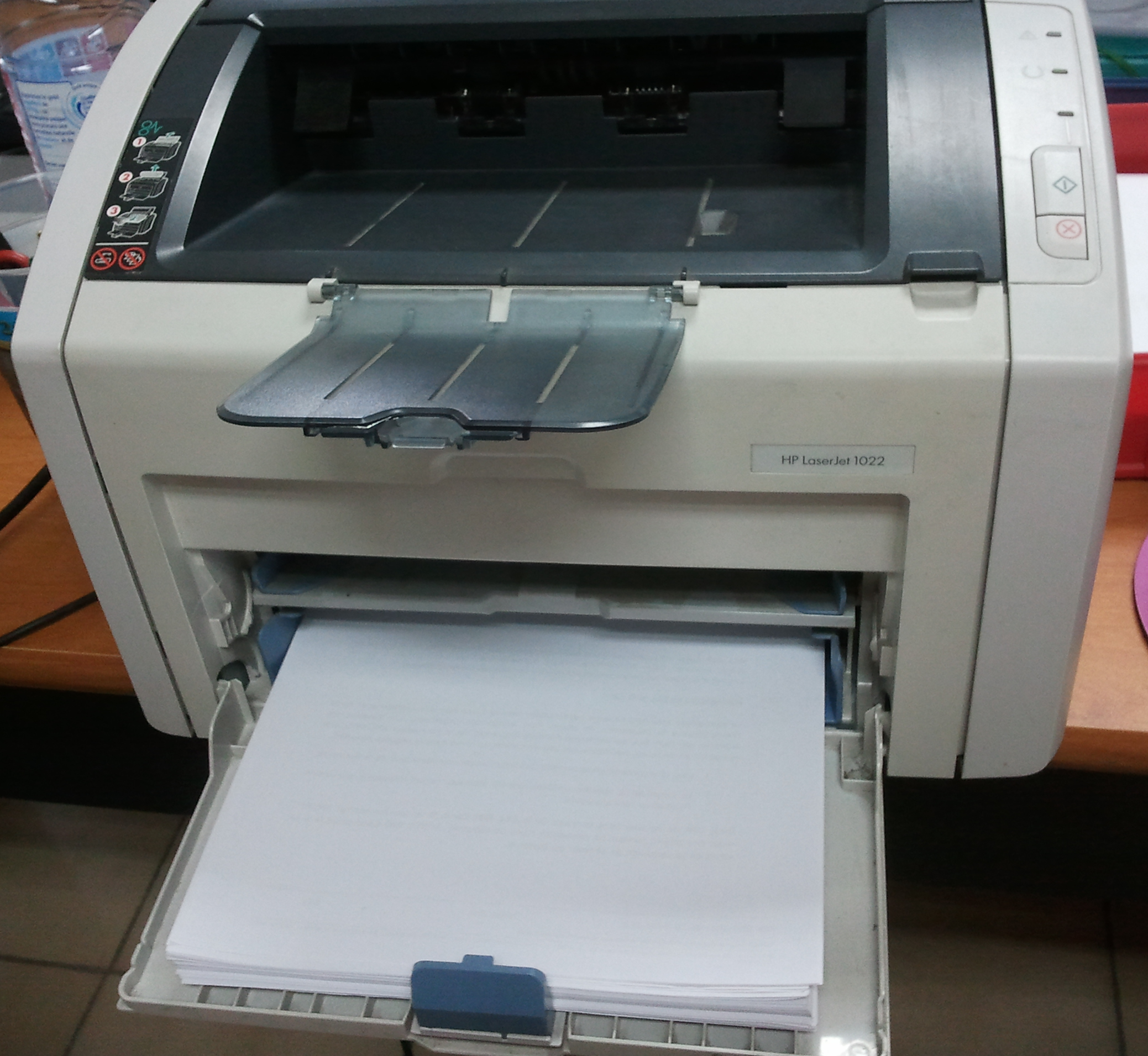
Imprimante A4 noir et blanc HP Laserjet 1022.

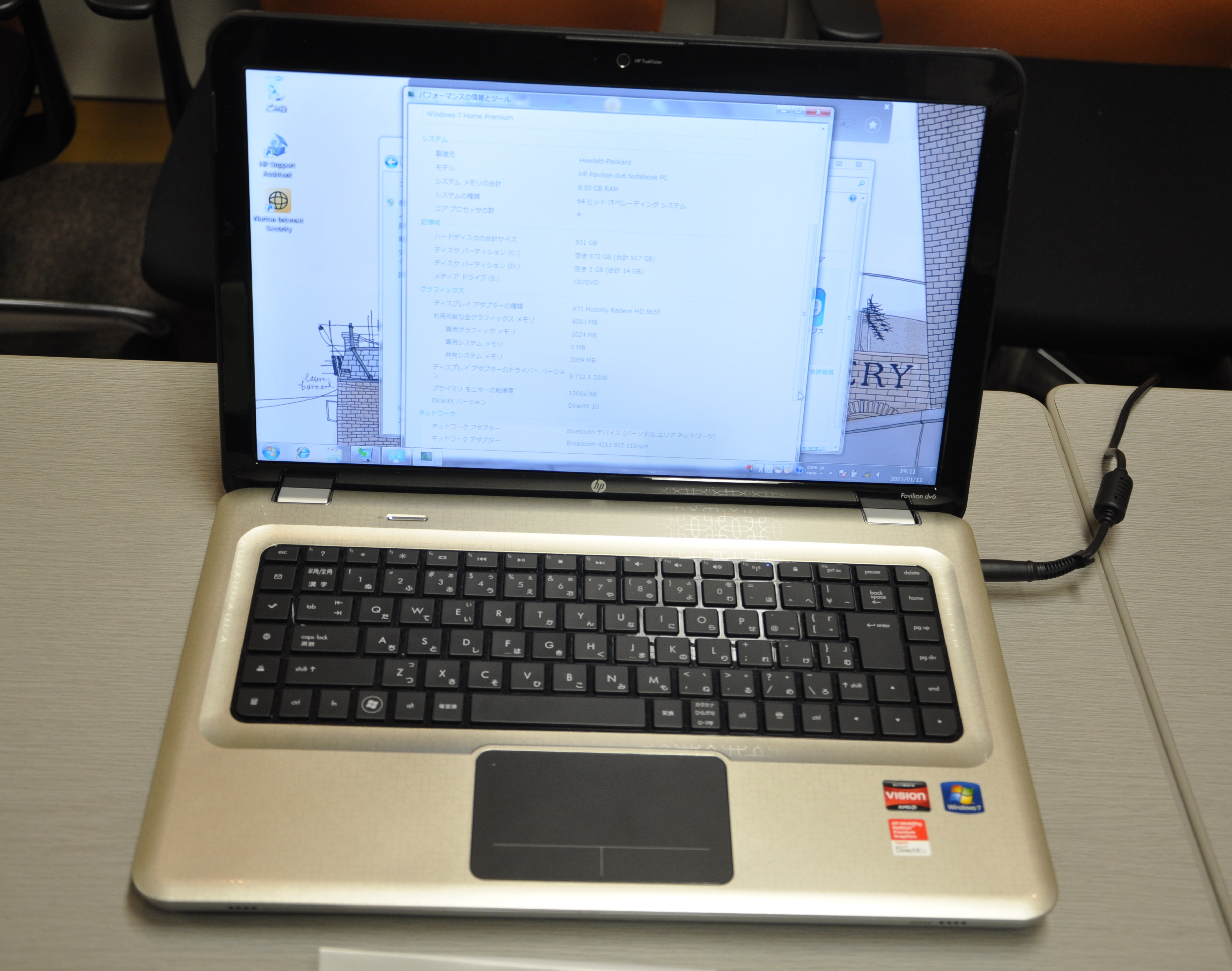
Ordinateur portable HP Pavilion DV6.

Pour compléter sa gamme informatique, HP étoffe ses gammes de périphériques, de micro-informatique et de stations de travail.
En 1982, HP lance une station de travail performante, le HP-9020A au prix de 28 250 dollars.
En 1984, HP lance sa première version d'Unix dénommée HP-UX.
En 1984, Hewlett-Packard commercialise :
- son premier ordinateur personnel avec le HP-110[23] ;
- sa première imprimante à jet d'encre (Thinkjet)[24] ;
- sa première imprimante laser, le HP LaserJet[25].

En 1985, Hewlett-Packard commercialise une station de travail (trans)portable sous Unix, nommée HP Integral. Elle pèse 10 kg, mais intègre HP-UX en mémoire morte, un clavier et une souris, une imprimante à jet d'encre, un écran plasma monochrome et un bus HP-IB permettant la connexion de disques durs et d'instruments de mesure.
En mars 1986, Hewlett-Packard enregistre le domaine « hp.com » ; c'est alors la neuvième société au monde à posséder un domaine internet, ce qui lui permet de choisir une adresse internet très courte.
En 1988, Hewlett-Packard commercialise sa gamme de station de travail et serveur multi utilisateurs HP 9000 à base de microprocesseur RISC sous Unix, concurrent de Sun Microsystems, d'Apollo et d'IBM AS400.
En 1989, HP rachète la société Apollo.
En 1993, HP se lance sur le marché grand public des PC.
En 1994, c'est la sortie des imprimantes Officejet, imprimante personnelle-fax-photocopieur.

### Acquisition et restructuration depuis 1999

#### 1999-2005
Le 28 juillet 1999 Hewlett-Packard se sépare de toute son activité instrumentation, qui devient la société Agilent.
De 1999 à 2005, la PDG Carly Fiorina est chargée d'acheter et de faire fusionner Compaq avec Hewlett-Packard (mai 2002) et de restructurer le groupe en réduisant l'effectif de 15 000 employés (10 % de l'effectif total).
Le 9 février 2005, limogée par le conseil d'administration, elle touche près de 42 millions de dollars d'indemnités.

#### 2005-2010
En juillet 2005, le nouveau PDG Mark Hurd poursuit la tâche de restructuration et d'optimisation du groupe par réduction des effectifs en supprimant 10 % des emplois.

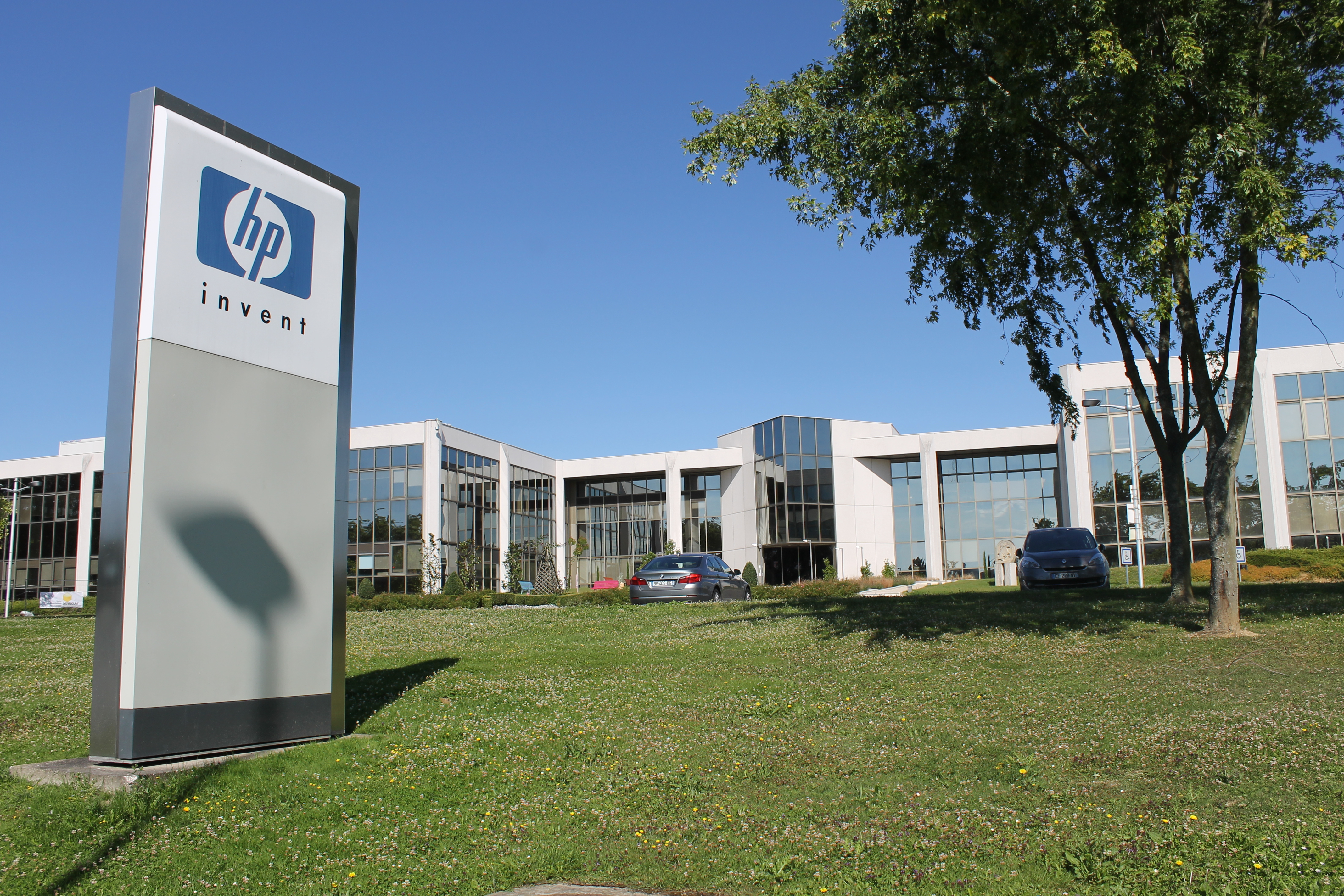
Le centre R&D de HP dans le parc d'activités de Courtaboeuf (Paris-Saclay).

En janvier 2008, Hewlett-Packard annonce le rachat de la société Exstream Software (en), éditeur de la solution « éditique Dialogue ».
En mai 2008, HP rachète EDS ce qui représente la plus importante opération de rachat d'une SSII jamais réalisée jusque-là avec un montant de 13,9 milliards de dollars.
Le 11 novembre 2009, Hewlett-Packard annonce l'acquisition de 3Com pour la somme de 2,7 milliards de dollars américain, opération concrétisée le 12 avril 2010.
Le 28 avril 2010, HP rachète la société Palm pour 1,2 milliard de dollars. Le 9 février 2011, aucun des nouveaux modèles de smartphones de la gamme Palm, annoncés par HP, ne portent la marque Palm. Sur le site de Palm, les références à Palm ont toutes été remplacées par des références à la marque HP.
Le 1er juin 2010, HP annonce un licenciement qui s'effectuera sur plusieurs années pour conduire à la suppression de 9 000 postes. HP mise sur des centres de données automatisés afin de « réinvestir dans la croissance et améliorer la valeur pour les actionnaires ».
Le 6 août 2010, Mark Hurd est contraint de démissionner. Cathie Lesjak, la directrice financière, assure l'intérim au poste de PDG.

#### 2010-2011
Le 2 septembre 2010, HP annonce le rachat du constructeur américain de stockage 3PAR, après une bataille avec Dell, pour un montant de 2,4 milliards de dollars. Le 13 septembre 2010, HP annonce l'acquisition de ArcSign, société spécialisée en sécurité, pour 1,3 milliard USD.
Le nouveau PDG, Léo Apotheker, prend ses fonctions le 30 septembre 2010.
Le 18 août 2011, HP annonce le rachat de l'éditeur britannique Autonomy Corporation, spécialisé dans le cloud computing, pour un montant de 10,24 milliards de dollars réévalué en octobre à 12 milliards de dollars.

#### 2011-2013
En août 2011, HP annonce la fin de la production de PC pour la fin de l'année, après l'échec de sa tablette, mais le 28 octobre 2011, HP annonce qu'elle conserve sa division PC du fait de la valeur ajoutée qu'elle représente.
Le 22 septembre 2011, HP annonce le remplacement de Léo Apotheker par Meg Whitman, ancienne patronne d'eBay.
Le 6 décembre 2011, HP annonce le rachat de la société allemande Hiflex, spécialisée dans les solutions logicielles de web-to-print et MIS pour les industries graphiques (en juillet 2013, HP et Hiflex annoncent l'arrêt de la commercialisation de la solution).
Le 23 mai 2012, HP annonce une réduction d'effectif de 27 000 employés. Le 27 septembre 2012, ce plan social est revu à la hausse et touche 29 000 personnes
Le 20 novembre 2012, HP annonce une perte de 12,6 milliards de US$ pour l'année 2012 dont 8,8 milliards de US$ liée à l'acquisition de la société Autonomy Corporation en 2011
Au troisième trimestre 2012, HP aurait perdu son rang de numéro un mondial des PC au bénéfice de Lenovo ; cependant HP conteste cette affirmation.

#### 2014-2015
En mai 2014, HP annonce un nouveau plan de réduction d'effectifs de 11 000 à 16 000 personnes, s'ajoutant au 34 000 précédemment annoncés.
En octobre 2014, HP annonce la scission de ses activités entre d'une part ses activités d'assembleurs de PC et de fabricants d'imprimantes sous le nom de HP Inc. et d'autre part ses activités dans les serveurs et dans les services informatiques sous le nom de Hewlett Packard Enterprise. HP annonce en parallèle la suppression de 5 000 postes.
En mars 2015, HP acquiert Aruba Networks, une entreprise californienne spécialisée dans le Wi-Fi pour 2,7 milliards de dollars. En mai 2015, HP vend 51 % de sa filiale chinoise H3C Technologies à Tsinghua Unigroup pour 2,3 milliards de dollars.
En septembre 2015, la firme annonce la suppression de 25 000 à 30 000 postes dans sa division de services aux entreprises.
La séparation entre HP Inc et Hewlett Packard Enterprise est effective au 1er novembre 2015.

#### Depuis novembre 2015 - Nouvelles sociétés
Depuis novembre 2015 Hewlett-Packard a été scindé en deux entités :
- HP Inc. pour tout ce qui concerne la microinformatique et l'impression ;
- Hewlett-Packard Enterprise pour le reste des activités.

## R&D, fabrication et distribution
En 2014, HP a investi 3,4 milliards de dollars en recherche et développement.
- Serveurs (processeurs x86, PA-RISC)
- Réseaux informatiques, solutions de stockage, Gestion électronique des documents
- Micro ordinateurs professionnels et grands publics
- Périphérique informatique d'impressions, imprimantes, table traçante, imprimantes photos personnelles et professionnels
- scanners et appareils photo numériques
- Graveurs CD et graveurs DVD, lecteur DVD
- Écran à cristaux liquides TFT, vidéo projecteurs
- Calculatrices HP.
- Lecteur de musique numérique
- Soutien et développement de Linux et des logiciels libres : elle a engagé Bruce Perens, un ancien leader de Debian et cocréateur de l'Open Source Initiative. HP est devenu membre de platine de la Linux Foundation en 2012[58]. Lors de la scission de 2015, c'est Hewlett Packard Enterprise qui restera membre (silver) de la Linux Foundation.
- Logiciel de gestion de réseau et de monitoring « Openview (en) » et logiciels pour les réseaux de télécommunications « HP OpenCall (en) ». Cette activité est en pleine croissance chez HP avec l'acquisition de « Peregrine (en) »[59] en 2005 et de « Mercury Interactive (en) »[60] en 2006.
- En 2014, HP se lance dans le développement d’un nouveau genre d’ordinateur sous le nom de code : The Machine[61].

## Sites de production
HP fait appel à des sous-traitants pour fabriquer des ordinateurs personnels. L'assemblage d’ordinateurs est réalisé en Chine (par Compal Electronics, Foxconn, Inventec, Micro-Star International, MiTAC, Pegatron, Quanta Computer, TPV-Inventa Technology et Wistron), en République Tchèque (par Foxconn), au Mexique (par Foxconn).